# Christlieb Julius Braniss
Christlieb Julius Braniss, född den 13 september 1792 i Breslau, död där den 2 juni 1873, var en tysk filosof.
Braniss blev 1825 privatdocent och 1833 filosofie professor i sin hemstad. Påverkad av Hegel och ännu mer av Steffens, uppgjorde Braniss ett filosofiskt system, i vilket han utgår från den "rena verksamheten", liksom Hegel utgått från det "rena varat". Hans främsta arbete är Geschichte der Philosophie seit Kant (1842), av vilket han likväl inte fullbordade mer än en del av inledningen, nämligen den grekiska filosofins historia. Som politiker gjorde han sig bekant genom skriften Die deutsche Nationalversammlung und die preussische Konstitution (1848).